# Luigi Pareyson
Luigi Pareyson (Piasco, 4 febbraio 1918 – Milano, 8 settembre 1991) è stato un filosofo italiano.

## Biografia
Nato il 4 febbraio 1918 a Piasco, in provincia di Cuneo, da genitori entrambi originari della Valle d'Aosta, al confine con la Francia e non lontano dalla Svizzera, ebbe modo di vivere la cultura francofona, italiana e germanica come realtà prossime. Lettore instancabile, si interessò anche di autori ebraici, anglosassoni, russi e ispanici.
Per la sua precocità, si fece notare dai più importanti filosofi del tempo, tra i quali Giovanni Gentile.
Allievo di Gioele Solari e Augusto Guzzo, si laureò con quest'ultimo in Filosofia all'Università degli Studi di Torino a soli ventun anni, nel 1939, con una tesi dal titolo Carlo Jaspers e la filosofia dell'esistenza, che poi venne pubblicata nel 1940 dall'editore Loffredo di Napoli.
Durante l'università, compì spesso viaggi di studio in Francia e in Germania, dove ebbe modo di conoscere personalmente Jacques Maritain, Karl Jaspers e Martin Heidegger. In quegli anni partecipò agli incontri che avevano luogo di venerdì sera nella casa parigina di Gabriel Marcel, cui prendevano parte anche personaggi come Paul Ricœur, Merleau-Ponty, Levinas, Berdjaev, Landsberg e Sartre.
Dopo aver seguito in Germania i corsi di Karl Jaspers insegnò filosofia al Ginnasio Liceo Camillo Benso di Cavour di Torino e al liceo classico di Cuneo, dove ebbe come allievi alcuni futuri esponenti della Resistenza italiana, tra i quali Uberto Revelli e Ildebrando Vivanti. Nel 1944 fu arrestato per alcuni giorni. In seguito agì nella Resistenza, insieme con Norberto Bobbio, Leonardo Ferrero, Duccio Galimberti e Pietro Chiodi e Maurilio Carle, continuando a pubblicare anonimamente articoli sui temi della scuola e dell'educazione. Fu anche amico di
Augusto Del Noce, Xavier Tilliette e Alberto Caracciolo.
Nel dopoguerra insegnò al liceo classico Vincenzo Gioberti e in vari atenei tra cui l'Università di Pavia e quella di Torino dove, conseguito l'ordinariato nel 1952, a 24 anni era stato nominato libero docente di filosofia teoretica, divenendo dal 1945 al 1984 titolare della cattedra di etica (filosofia morale) e della prima cattedra di estetica, creata appositamente per lui.
Tra il 1948 e il '49, inoltre, tenne corsi all'Università di Mendoza, e dal 1951 al '52 insegnò anche storia della filosofia presso l'Università di Pavia.
Nel 1964 passò alla cattedra di storia della filosofia che resse fino al pensionamento, nel 1984, quindi la nomina a professore emerito, nel 1988.
Fu accademico dei Lincei e membro dell'Institut international de philosophie, oltre che direttore della Rivista di estetica, succedendo a Luigi Stefanini che la fondò nel 1956 a Padova.
Ebbe molti allievi, fra cui Umberto Eco, Gianni Vattimo, Francesco Tomatis, Francesco Moiso, Mario Perniola, Sergio Givone, Giuseppe Riconda, Diego Marconi, Giuseppe Massimino, Marco Ravera, Ugo Perone, Claudio Ciancio, Maurizio Pagano, Aldo Magris e Valerio Zanone, segretario del Partito Liberale Italiano, ministro della Repubblica e sindaco di Torino. Pareyson fu il capo della cosiddetta "Scuola di Torino" i cui altri principali esponenti furono Vattimo ed Eco.
Morì nel 1991 a Milano.

## Pensiero
Di formazione cattolica, considerato tra i maggiori filosofi italiani del XX secolo, assieme a Nicola Abbagnano fu tra i primi a far conoscere in Italia l'esistenzialismo tedesco, facente capo principalmente ad Heidegger e Jaspers, e a riconoscersi in questa visione (La filosofia dell'esistenza e Carlo Jaspers, 1940), in un quadro dominato dal neoidealismo. Si dedicò anche a dare una nuova interpretazione dell'idealismo tedesco non più in chiave hegeliana (Fichte, 1950), individuando in Friedrich Schelling un precursore a cui l'esistenzialismo doveva la propria ascendenza, sostenendo che «gli esistenzialisti autentici, i soli veramente degni del nome, Heidegger, Jaspers e Marcel, si sono richiamati a Schelling o hanno inteso fare i conti con lui».
Per Pareyson l'esistenzialismo tedesco andava ripreso in chiave ermeneutica: considerava la verità non un dato oggettivo, come avviene nella scienza, ma come interpretazione del singolo, che richiede una responsabilità soggettiva. Chiamava la propria posizione «personalismo ontologico».
Si è dedicato anche a ricerche storiografiche, individuando nella filosofia tedesca post-hegeliana due correnti, riconducibili rispettivamente a Søren Kierkegaard e a Ludwig Feuerbach, e che sarebbero sfociate rispettivamente nell'esistenzialismo e nel marxismo.

### Fasi del percorso filosofico
Il suo percorso filosofico, da lui stesso sintetizzato, ha attraversato principalmente tre fasi:
1. una più propriamente esistenzialista, attestata cioè su un esistenzialismo personalistico, in dialogo con Kierkegaard, che riconosca come la comprensione di sé stessi è resa possibile solo dalla propria relazione con l'Altro;[13]
2. una seconda incentrata sull'ermeneutica, ossia nel farsi strumento di interpretazione della verità, volgendosi ad una comprensione ontologica delle condizioni inesauribili dell'esistenza, che ripercorrendo Heidegger si tramuta da angoscia del nulla in ascolto dell'Essere;[14]
3. l'ultima che si richiama a un'ontologia della libertà, più vicina a Schelling, ritenuto un filosofo talmente attuale da essere persino «post-heideggeriano», la cui interpretazione «può essere innovata a partire da Heidegger proprio perché Heidegger ha avuto Schelling all'origine del suo pensiero».[15]

Pareyson reinterpreta le tre fasi del suo pensiero alla luce del passaggio dalla filosofia negativa a quella positiva di Schelling, ossia il momento in cui la ragione, prendendo atto della propria nullità, si apriva allo stupore dell'estasi, in una maniera non necessaria né automatica, bensì fondata su una libertà che non esclude tuttavia la continuità. Solo ammettendo questa libertà si può approdare da una filosofia puramente critica, negativa, ad una comprensione dell'esistenza reale, oltre che della possibilità del male e della sofferenza.
(Luigi Pareyson, Ontologia della libertà, Torino, Einaudi, 1995, p. 59)

### Sintesi delle concezioni filosofico-teologiche
Come in Schelling, pertanto, la libertà è un principio adialettico, intesa quale "facoltà del bene e del male".
L'uomo è l'autore del male, ma non ne è l'origine, che trova il suo primo radicamento in Dio, il quale tuttavia ha scelto irreversibilmente il bene. La libertà dell'uomo invece è ancora esposta al male, e alla possibilità di introdurlo nel mondo.
Pareyson contesta la filosofia e la teologia tradizionali che riducono il male a mero non-essere, mancanza e privatio boni («privazione di bene»), finendo col negarne il peso e la realtà storica.
Anche il male infatti, nella sua scandalosità storica, trae da Dio il fatto di essere un momento positivo di distruzione, funzionale al bene.
Il problema del male non è solo etico, né solo gnoseologico (come in Spinoza), bensì ontologico, che la ragione non può risolvere se non al prezzo di cadere in numerose contraddizioni e aporie. Occorre un nuovo mito cristiano, adottando un linguaggio che si ispiri al romanzo moderno e in particolare a I fratelli Karamazov.
Secondo Pareyson Dio è Libertà, essendo avulso da qualsiasi necessità, assolutamente sovrano e padrone dell'essere. Il biblico Io sono colui che sono è interpretato come un «Io sono chi voglio essere». Dall'eternità Dio ha compiuto una scelta libera e irreversibile a favore dell'essere, che si identifica col bene e la positività. L'alternativa scartata una volta per sempre non era compiere il male, ma semplicemente non-essere, che si identifica col male, il nulla e la negatività.
Quando Dio pone se stesso, avviene in Lui uno sdoppiamento tra il porsi in Essere e il Dio che in origine è al di sopra dell'essere. In tal senso il Dio di Pareyson è simile all'Uno di Plotino che dall'eternità esce fuori da sé in uno stato di estasi, sdoppiandosi e diventando Uno-che-è.
Se da un lato «Dio è luce e in lui non ci sono tenebre», Pareyson teorizza però l'esistenza di un lato oscuro di Dio nel quale il nulla, il male e la negatività permangono sempre come aufheben, come mera possibilità seppure scartata sin dall'eternità con la scelta di essere. Tuttavia, Dio, in quanto sovranamente e assolutamente libero, potrebbe anche scegliere il male. Come nell'Uno plotiniano e riprendendo Schelling, in Dio coesistono i contrari in una misteriosa, armonica e indissolubile unità: essere e non-essere, bene e male, positivo e negativo, uomo e donna.
In Pareyson è anche diversa la concezione della prescienza divina rispetto alla teologia tradizionale. Dio per lui, pur vivendo in una dimensione atemporale, conosce le scelte e gli eventi del mondo soltanto mentre si verificano, non prima che avvengano.

## Opere principali
- La filosofia dell'esistenza e Karl Jaspers, Napoli, Loffredo Editore, 1940 (nuova ed., Karl Jaspers, Casale Monferrato (AL), Marietti, 1983).
- Studi sull'esistenzialismo, Firenze, G.C. Sansoni, 1943.
- Esistenza e persona, Torino, Edizioni Taylor, 1950 (IV ed., Genova, Il Melangolo, 1985).
- L'estetica dell'idealismo tedesco, Torino, Edizioni di «Filosofia», 1950.
- Prospettive di filosofia contemporanea, Milano, Mursia, 2022.
- Fichte, Torino, Edizioni di «Filosofia», 1950 (nuova ed., Milano, Mursia, 2011, ISBN 9788842546184).
- Estetica. Teoria della formatività, Torino, Edizioni di «Filosofia», 1954 (nuova ed., Milano, Bompiani, 1988).
- Teoria dell'arte, Milano, Marzorati, 1965.
- I problemi dell'estetica, Milano, Marzorati, 1966.
- Conversazioni di estetica, Milano, Mursia, 1966, ISBN 9788842590972.
- Il pensiero etico di Dostoevskij, Torino, Einaudi, 1967.
- Verità e interpretazione, Milano, Mursia, 1971, ISBN 9788842534716.
- L'esperienza artistica, Milano, Marzorati, 1974.
- Federico Guglielmo Schelling, in Grande antologia filosofica, vol. XVIII, Milano, Marzorati, 1971 (pp. 1-340).
- Dostoevskij: filosofia, romanzo ed esperienza religiosa, Torino, Einaudi, 1976; 1993.
- La filosofia e il problema del male, in Annuario filosofico,  2 (1986) pp. 7-69.
- Filosofia dell'interpretazione, Torino, Rosenberg & Sellier, 1988.
- Kierkegaard e Pascal, a cura di Sergio Givone, Milano, Mursia Editore, 1998.
- Filosofia della libertà, Genova, Il Melangolo, 1989.
- Ontologia della libertà. Il male e la sofferenza, Torino, Einaudi, 1995 (postumo).

Le "Opere complete" sono pubblicate a cura del "Centro studi filosofico-religiosi Luigi Pareyson", Edizioni Mursia, Milano.

## Interviste principali
- Se muore il Dio della filosofia, a cura di Ciro Sbailò, “Il Sabato”, anno XII, n° 34 (26 agosto 1989).
- Io, filosofo della libertà, a cura di Roberto Righetto, “Avvenire”, p. 15 (28 febbraio 1990).